# Kimi (film)
KIMI – amerykański dramat kryminalny z 2022 roku w reżyserii Stevena Soderbergha. W głównych rolach wystąpili Zoë Kravitz, Devin Ratray i Rita Wilson. Film miał premierę 10 lutego 2022 roku na platformie HBO Max.

## Fabuła
Zmagająca się z agorafobią Angela pracuje dla dużej korporacji przesłuchując anonimowe strumienie audio od właścicieli inteligentnych głośników. Pewnego dnia na jednym z nagrań odnajduje dowody popełnienia brutalnego przestępstwa. Próbuje zgłosić sprawę wyżej, lecz spotyka się z bezczynnością przełożonych. W związku z tym postanawia samodzielnie zająć się sprawą i namierzyć mordercę na własną rękę.

## Obsada
- Zoë Kravitz jako Angela Childs
- Devin Ratray jako Kevin
- Rita Wilson jako Natalie Chowdhury
- Erika Christensen jako Samantha Gerrity
- Robin Givens jako matka Angeli
- India de Beaufort jako Sharon
- Jaime Camil jako Antonio Rivas[1]

## Odbiór

### Reakcja krytyków
Film spotkał się z dobrą reakcją krytyków. W agregatorze recenzji Rotten Tomatoes 92% z 120 recenzji uznano za pozytywne. Z kolei w agregatorze Metacritic średnia ważona ocen z 27 recenzji wyniosła 79 punktów na 100.